# Guillermo Teillier
Guillermo Teillier del Valle (Santa Bárbara, 29 de octubre de 1943-Santiago, 29 de agosto de 2023) fue un profesor, escritor y político chileno militante del Partido Comunista de Chile (PCCh), el cual presidió desde marzo de 2005 hasta agosto de 2023.
En 1974 fue detenido y torturado por la dictadura de Augusto Pinochet, y liberado tres años después. Después pasó a la clandestinidad hasta el final de la dictadura. En 1980, fue nombrado jefe militar del PC y encargado de las relaciones con el Frente Patriótico Manuel Rodríguez.
Fue elegido diputado de la República en el periodo parlamentario 2010-2014 por el antiguo distrito n.° 28, reelecto para el periodo 2014-2018 por el mismo distrito, correspondiente a Lo Espejo, Pedro Aguirre Cerda y San Miguel, y en el periodo 2018-2022 por el nuevo distrito N.° 13 que, tras la modificación a la división electoral de Chile, quedó compuesto por Lo Espejo, Pedro Aguirre Cerda, San Miguel, San Ramón, La Cisterna y El Bosque.

## Biografía

### Familia y primeros años
Nació en Santa Bárbara, Región del Biobío, el 29 de octubre de 1943. Hijo de León Fernando Teillier Lemec y de Guillermina del Valle Vidal.
Es viudo de Nidia Amelia Viveros Gajardo, con quien fue padre de tres hijos: Fernando, Lorena y Pablo. Dentro de sus familiares destaca su primo, el poeta Jorge Teillier.

### Estudios y vida laboral
Cursó sus estudios primarios en la Escuela Rural de Colonia Freire, continuó en el pueblo Los Laureles y los terminó en la Escuela N.º 1 de la ciudad de Lautaro; y los secundarios en el Liceo Pablo Neruda de Temuco. En 1959 ingresó a la Universidad de Chile, sede Temuco (actual UFRO), y posteriormente a la Universidad Austral de Valdivia, donde cursó estudios de literatura y pedagogía en castellano.
Ejerció la docencia durante cuatro años como profesor sin título y alcanzó a trabajar seis meses como secretario asesor del senador del PCCh Ernesto Araneda Briones, hasta que el Congreso fue clausurado (1973). Posteriormente, fue reconocido como exonerado político.

## Muerte
Según un comunicado emanado desde el Hospital Clínico de la Universidad de Chile, Teillier murió a las 03:27 horas del martes 29 de agosto de 2023 a los 79 años de edad, por causas derivadas del COVID-19.

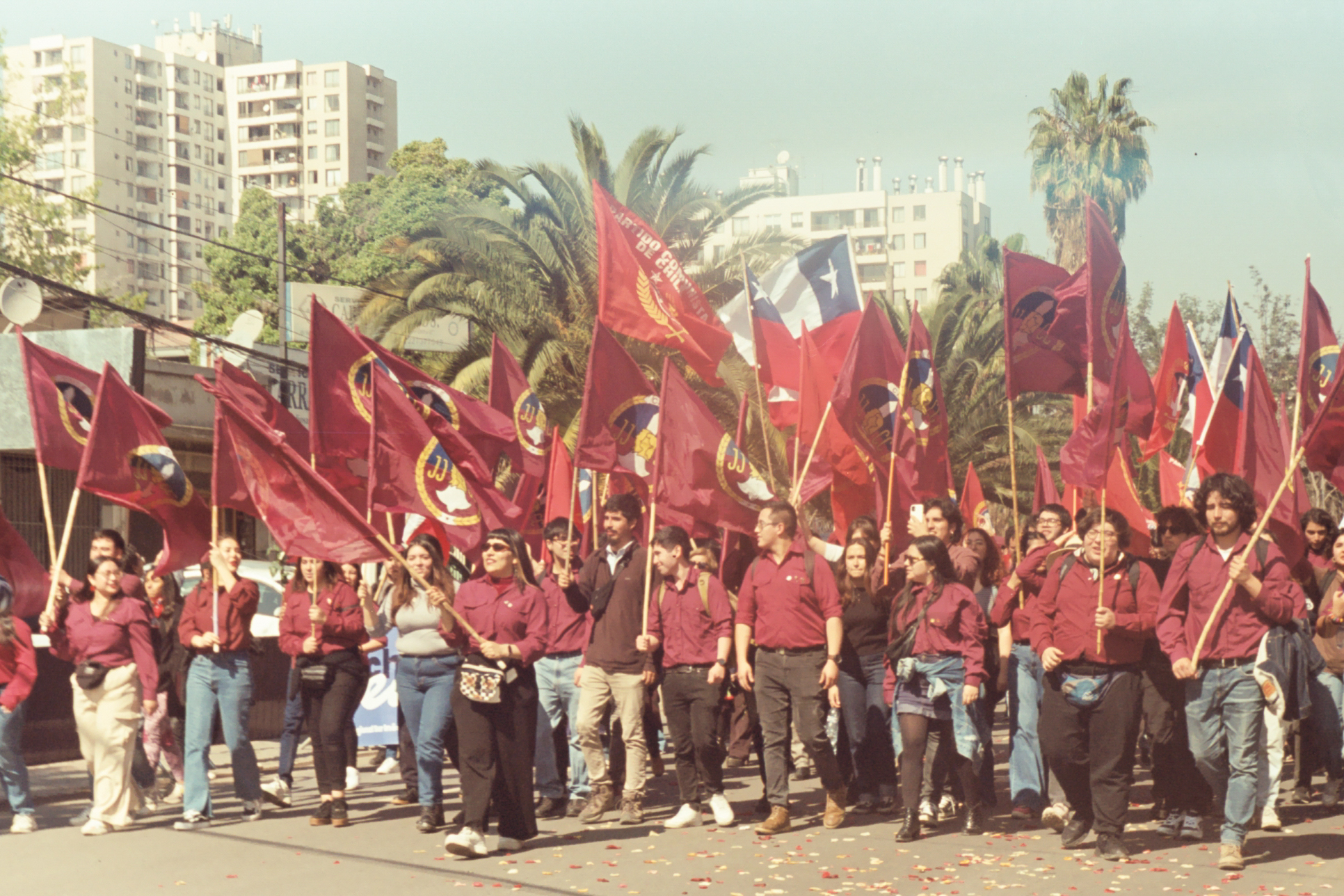
Fotografía del Funeral de Guillermo Teillier, se puede apreciar marchando a dirigentes y militantes de las Juventudes Comunistas de Chile como Valentina Miranda y Eduardo Caraboni.

## Trayectoria política

### Inicios y dictadura militar (1958-1990)
En 1958, a los 15 años, ingresó a las Juventudes Comunistas de Chile,  luego que el partido recuperara su legalidad tras la derogación de la llamada "Ley Maldita". Se desempeñó como Secretario regional de «la Jota» en Temuco, Valdivia y Lota. En esta ciudad se desempeñaba cuando ocurrió el Golpe de Estado del 11 de septiembre de 1973. Informado del golpe de Estado en Santiago, quemó las fichas de decenas de militantes comunistas de su distrito (salvándoles la vida a muchos de ellos) y decidió no entregarse a las nuevas autoridades, pasando por primera vez a la clandestinidad. Durante meses, los militares lo buscaban en Valdivia con avisos con su foto en los diarios locales y letreros pegados en los postes. Hacia junio de 1974 fue apresado y torturado por seis meses en el subterráneo de la Academia de Guerra de la Fuerza Aérea. Permaneció un año y medio más detenido en campos de concentración ubicados en Ritoque, Puchuncaví y Tres Álamos. En 1976, tras ser liberado, se le ofreció abandonar el país, pero optó por pasar a la clandestinidad con el fin de recomponer la dirección interna del PC.
Para 1977, junto con otros sobrevivientes al golpe de Estado, ya había retomado sus actividades en el Partido Comunista que, en plena dictadura militar, funcionaba en la ilegalidad. Al año siguiente, se integró al "Equipo de Dirección Interior" encabezado por Gladys Marín.
Durante la década de 1980, cambió con frecuencia de lugar de residencia, de nombre y cédula de identidad. También modificó constantemente su apariencia. Entre 1983 y 1987, asumió como jefe de la Comisión Militar del PC,  correspondiéndole canalizar la ayuda enviada desde Cuba a Chile y también ser el nexo con el Frente Patriótico Manuel Rodríguez (FPMR), brazo armado del PC que lideró la resistencia guerrillera a la dictadura militar. Durante esos años, viajó permanentemente a Cuba, la URSS y diversos países europeos y latinoamericanos, recabando solidaridad para la lucha contra la dictadura. Hizo famoso el seudónimo de Sebastián Larraín; en tanto, los servicios de inteligencia sin tener cabal conocimiento de su identidad le apodaron como el Príncipe.
En 1985 además, participó en las gestiones efectuadas en Cuba para la entrega e internación de armamento y municiones por la localidad de Carrizal Bajo, en la región de Atacama. Mientras era encargado militar del PC, el FPMR realizó una fallida emboscada contra de la caravana que conducía y custodiaba al entonces dictador Augusto Pinochet en la cuesta de “Las Achupallas”, camino a Cajón del Maipo, llevado a cabo el 7 de septiembre de 1986 saldando con 5 escoltas fallecidos.
Guillermo Teillier nunca negó su participación y siempre defendió su accionar, siendo muy criticado por la derecha y sectores de la Democracia Cristiana.
Asumió como miembro del Comité Central y de la Comisión Política del PCCh en 1988.

### Retorno a la democracia y gobiernos de la Concertación (1990-2010)
Luego del retorno a la democracia, en las elecciones parlamentarias de 1997, fue candidato a senador por la Región de Los Lagos Norte "Circunscripción N.º  16", por el periodo 1998-2002, pero no resultó electo.
En 2002 fue elegido secretario general del Partido Comunista de Chile (periodo 2002-2006), y en 2005, tras la muerte de Gladys Marín, asumió como presidente interino de la colectividad, fue reelecto como presidente titular en el XXIII Congreso Nacional del PC durante noviembre de 2006, y se mantuvo en el cargo hasta su fallecimiento en 2023.
Defendió la idea de que el PC debía dejar el ostracismo político, volver al Parlamento y a ser parte de una alianza de gobierno. En 2009, el PC volvería a tener presencia en el Parlamento tras 36 años, y en 2014 formó parte del gobierno de Michelle Bachelet a través de la alianza llamada “Nueva Mayoría”.
Para las elecciones parlamentarias de 2005, fue candidato a diputado por la VIII Región del Biobío distrito N.º 46 (periodo 2006-2010), pero tampoco resultó electo.
Teillier ha encabezado las conversaciones con la Concertación y RN, para poder efectuar un cambio al sistema electoral Binominal vigente en la constitución de 1980. Este sistema, en la práctica, ha evitado el surgir de alternativas a las dos principales fuerzas políticas y provocado una paridad en ambas cámaras del congreso nacional, que hacen que grandes modificaciones a la ley (como la modificación al mismo sistema por ejemplo), requieran acuerdos políticos prácticamente imposibles de alcanzar.
Durante su gestión, han destacado grandes conflictos sociales como el del cobre, cuyo máximo dirigente es Cristián Cuevas, miembro del Partido Comunista, y en los forestales con Jorge González, de los docentes con Jaime Gajardo y del movimiento estudiantil con Camila Vallejo.

### Presidenciales 2009
El 26 de septiembre de 2008 en el Café Torres de la Plaza de la Ciudadanía en Santiago repleto de invitados y periodistas, el secretario general del Partido Comunista Lautaro Carmona, comunicó que entre las resoluciones del Noveno Pleno del Comité Central de la colectividad, se acordó levantar la candidatura presidencial de Guillermo Teillier para los comicios generales de 2009.
En el pleno del Comité Central del Partido Comunista, representando el sentimiento de sus militantes, incluida la juventud del partido, ha concluido como algo contribuyente para Chile proclamar la candidatura presidencial de Guillermo Teillier del Valle, anunció el secretario general de la colectividad, Lautaro Carmona. Sin embargo, el PC dejó finalmente la candidatura de la izquierda en manos de Jorge Arrate.

Yo quisiera decirles que esta candidatura es una invitación a que nos juntemos con una mirada distinta hacia el país. Una invitación a todos aquellos que estén dispuestos a luchar por la felicidad de nuestro pueblo, sin sectarismos, sin exclusión, creyendo en un sistema democrático para avanzar en la justicia social en nuestro país. Es una invitación a todos aquellos movimientos, partidos que están pensando parecido a nosotros, incluso aquellos que ya tienen candidato, para que nos juntemos todos y hagamos el esfuerzo para constituir un movimiento político y social único de la izquierda chilena, con un candidato único.
Guillermo Teillier

### Diputado de la República (2010-2022)
En las parlamentarias de 2009, fue por primera vez electo diputado en representación de su partido por el antiguo distrito N.º 28, correspondiente a las comunas de; Lo Espejo, Pedro Aguirre Cerda y San Miguel (Región Metropolitana), por el periodo 2010-2014. Durante este periodo legislativo fue integrante de las comisiones permanentes de Micro, Pequeña y Mediana Empresa; de Relaciones Exteriores, Asuntos Interparlamentarios e Integración Latinoamericana; y de Recursos Naturales, Bienes Nacionales y Medio Ambiente. Formó parte del comité parlamentario del PC.
En las elecciones parlamentarias de noviembre de 2013, es reelecto por segunda vez consecutiva como diputado por el distrito N.º 28 de la Región Metropolitana de Santiago, por el periodo 2014-2018. Integró las comisiones permanentes de Relaciones Exteriores, Asuntos Interparlamentarios e Integración Latinoamericana; Defensa Nacional; Ética y Transparencia; y Cultura, Artes y Comunicaciones, siendo presidente de esta última en 2014.
En noviembre de 2017, fue reelecto como diputado pero por el nuevo distrito n.° 13, de la Región Metropolitana, dentro del pacto La Fuerza de la Mayoría, por el período legislativo 2018-2022.
Integra las comisiones permanentes de Defensa Nacional; Vivienda, Desarrollo Urbano y Bienes Nacionales; y Ética y Transparencia. Forma parte del Comité parlamentario del PCCh.
Durante los últimos años de vida, Teillier estaba considerado como uno de los políticos peor evaluados por la ciudadanía según la encuesta Cadem.

## Últimos años y fallecimiento
Teillier tuvo varias complicaciones de salud en sus últimos años de vida. Contrajo COVID-19, enfermedad que se agravó y lo dejó con secuelas.El 11 de diciembre de 2022 fue internado en el Hospital Clínico de la Universidad de Chile por una trombosis intestinal, según explicó el mismo Teillier posteriormente.Tras 10 días en la Unidad de Cuidados Intensivos (UCI), fue dado de alta. Nuevamente acudió al centro asistencial en febrero y mayo de 2023 (donde fue operado);aunque siempre estuvo estable, las complicaciones lo obligaron a disminuir sus apariciones públicas. Nuevamente fue internado en agosto del mismo año.
Teillier murió a las 3:27 horas del martes 29 de agosto de 2023 a los 79 años de edad. El presidente Gabriel Boric lamentó la muerte del líder del PCCh y decretó dos días de duelo nacional.

## Historial electoral

### Elecciones parlamentarias de 1973
- Elecciones parlamentarias de 1973 para 22.ª Agrupación Departamental, Valdivia.[16]

### Elecciones parlamentarias de 1997
- Elecciones parlamentarias de 1997, candidato a senador por la Circunscripción 16, Los Lagos Norte[17]

### Elecciones parlamentarias de 2005
- Elecciones parlamentarias de 2005, candidato a diputado por el distrito 46 (Lota, Los Álamos, Arauco, Cañete, Contulmo, Curanilahue, Lebu y Tirúa)[18]

### Elecciones parlamentarias de 2009
- Elecciones parlamentarias de 2009, candidato a diputado por el distrito 28 (Lo Espejo, Pedro Aguirre Cerda y San Miguel)[19]

### Elecciones parlamentarias de 2013
- Elecciones parlamentarias de 2013, candidato a diputado a por el distrito 28 (Lo Espejo, Pedro Aguirre Cerda y San Miguel)[20]

### Elecciones parlamentarias de 2017
- Elecciones parlamentarias de 2017, candidato a diputado por el distrito 13 (El Bosque, La Cisterna, Lo Espejo, Pedro Aguirre Cerda, San Miguel y San Ramón)[21]

### Elecciones parlamentarias de 2021
- Elecciones parlamentarias de 2021, candidato a senador para la Circunscripción Senatorial 7, Región Metropolitana de Santiago